# Interstate Aviation Committee
Pour les articles homonymes, voir IAC et MAK.
L'Interstate Aviation Committee (IAC; « Comité intergouvernemental d'aviation » ou « Comité inter-étatique sur l'aviation ». En russe : Межгосударственный авиационный комитет — МАК) est l'autorité de contrôle de la Communauté des États indépendants (CEI). L'IAC a son siège à Moscou, Russie. Tatiana Anodina (en) est la directrice.
L'« Air Accident Investigation Commission » est le bureau d'enquête sur les accidents aériens chargé des enquêtes sur les accidents et les incidents graves qui surviennent sur le territoire de la CEI, sans l'Ukraine.

## Historique
En 1991, 12 pays de la région de l'ex-Union soviétique sont convenus d'établir l'IAC.
États membres de l'IACAzerbaïdjan, Arménie, Biélorussie, Kazakhstan, Kirghizistan, Ouzbékistan, Russie, Tadjikistan, et Turkménistan
Anciens États membresGéorgie Moldavie, et Ukraine.